# Comuna Hiunivka, Velîka Bilozerka
Hiunivka (în ucraineană Гюнівка) este o comună în raionul Velîka Bilozerka, regiunea Zaporijjea, Ucraina, formată din satele Hiunivka (reședința) și Zelena Balka.

## Demografie
Componența lingvistică a comunei Hiunivka
     Ucraineană (95,15%)
     Rusă (4,85%)
Conform recensământului din 2001, majoritatea populației comunei Hiunivka era vorbitoare de ucraineană (95,15%), existând în minoritate și vorbitori de rusă (4,85%).